# Trump Media & Technology Group
Trump Media & Technology Group Corp. (TMTG) är ett amerikanskt medie- och teknikföretag majoritetsägt av USA:s president Donald Trump. Företaget grundades av Andy Litinsky och Wes Moss 2021 och gick den 26 mars 2024 ihop med Digital World Acquisition Corp. (DWAC). I samband med denna hopslagning blev företaget också ett aktiebolag. Företaget är baserat i Sarasota, Florida.